# Frontera entre França i els Països Baixos
La frontera entre França i els Països Baixos es limita a l'actualitat a l'Illa de Sant Martí, dividida entre ambdós estats (Sint Maarten i Saint Martin). És terrestre i marítima.

Illa de Sant Martí, dividida entre França i els Països Baixos

## Història
La frontera terrestre franco-neerlandesa actua., a l'illa de Sant Martí, està fixada pel tractat de Concòrdia el 23 de març de 1648. França i els Països Baixos també van tenir frontera comuna terrestre a Europa:
- Fins 1713 amb l'enclavament del Principat d'Orange recuperat per França després del Tractat d'Utrecht (1713)
- Des de 1795 (quan França es va annexionar Bèlgica) fins 1810, la frontera està marcada per l'Escalda Occidental, després segueix la ruta actual de la frontera amb Holanda (nota: entre 1810 i 1814, els Països Baixos, formaren part de l'Imperi francès i, per tant, la frontera fou absorbida);
- Entre 1814 i 1830, la frontera entre França i els Països Baixos era l'actual frontera entre França i Bèlgica. Aquesta situació acaba en 1831 quan Bèlgica es va independitzar dels Països Baixos.

## Frontera actual a l'illa de Sant Martí
Aquesta frontera separa França del Regne dels Països Baixos, que comprèn quatre estats constituents: els Països Baixos pròpiament dits, Aruba, Curaçao i la part neerlandesa de Sant Martí.

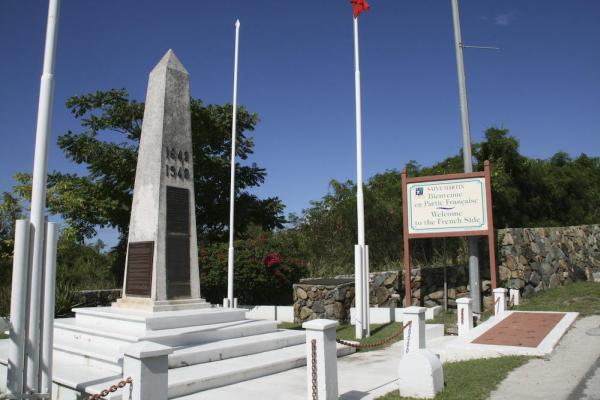
Pas fronterer franco-neerlandès a Sant Martí.

### Part terrestre
La frontera terrestre franco-neerlandesa a l'illa de Sant Martí s'estén sobre uns 10.2 kilòmetres, i talla l'illa de Sant Martí en dues seguint una direcció aproximada oest-est : la part francesa s'estén al nord d'aquesta línia, la part neerlandesa al sud. Alguns mapes antics mostren lleugeres variacions, el més antic posa la frontera oest en l'eix de la platja Burgeaux bay (Maho).

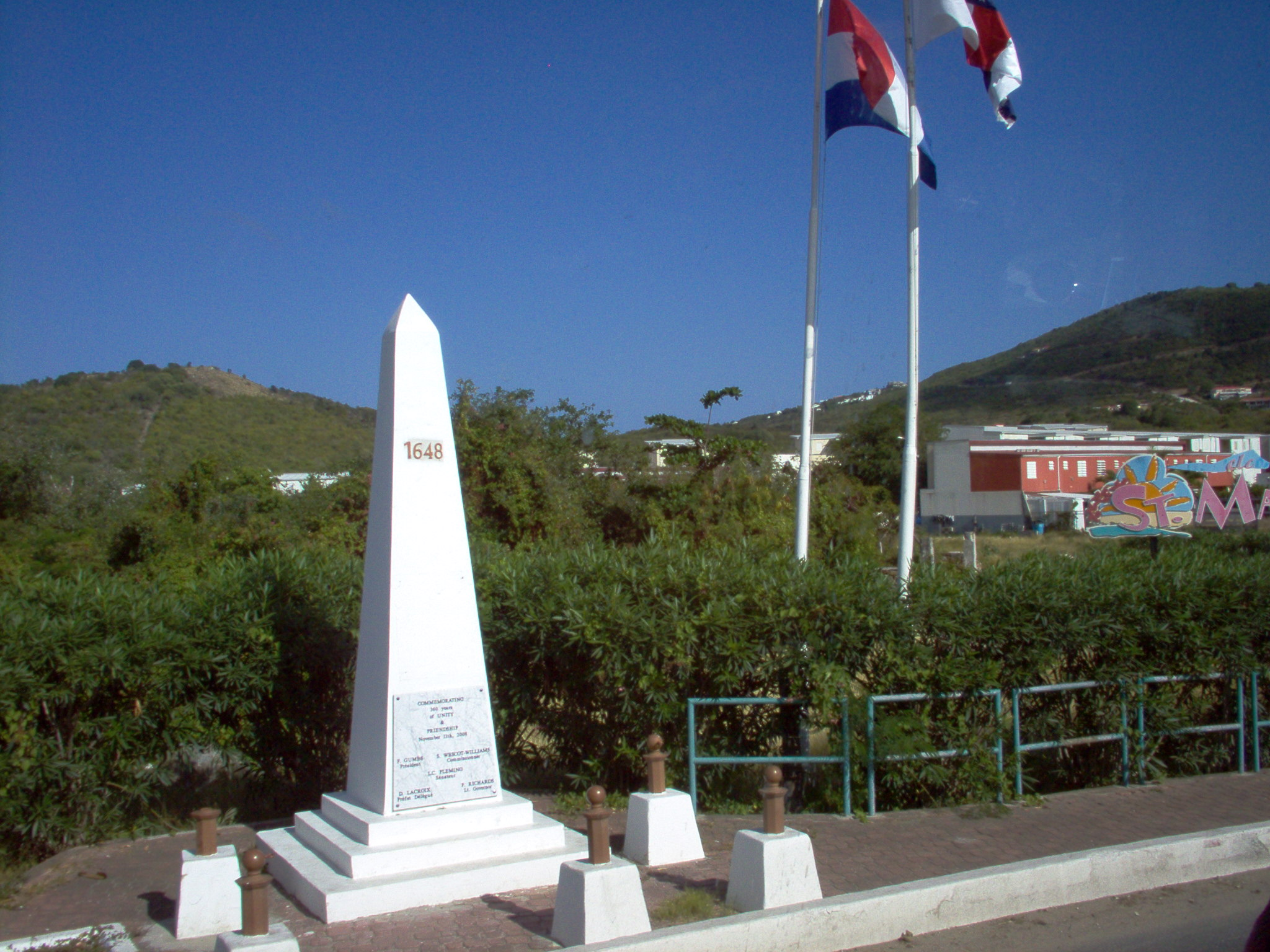
Monument fronterer

Actualment la frontera talla la península de Terres-Basses entre Baie longue i Cupecoy bay, divideix la llacuna de Simsonbaai entre els seus dos illots, s'eleva verticalment a la carena se segueix a través del mont des Accords, el coll de Concordia (alt.165m), Marigot hill (alt.315m), el mont Flagstaff (390 metres) que és l'altitud més alta que assoleix i descendeix verticalment a la vall de Quartier-d'Orléans que travessa perpendicularment, després descendeix al tàlveg desembocant sobre l'anomenat « étang aux Huîtres » (Oyster pond), separant-lo en dos i comprenent el seu emissari (la passe).

#### Lògica històrica del traçat
Després de la marxa de l'exèrcit espanyol el 1648 després de 15 anys d'ocupació del fort de la gran badia (Fort Amsterdam), la Companyia Holandesa de les Índies Occidentals (GWC) holandesa i la Companyia de les Illes d'Amèrica francesa van recuperar l'illa de facto abans on prèviament els primers pobladors de les seves nacions havien tingut activitats remuneratives separades i diferents (productors de tabac francesos d'un costat i els treballadors de salines holandesos per l'altra). Per tant, era legítim que els darrers recuperessin les seves antigues posicions en la gran salina (Groot Zoutpan) i les valls que desenbocaven a la carena ( Flagstaff ), mentre que el primer es reubicaren al quartier d'Orléans, zona que ja s'havia buidat en el passat, mentre que la resta de l'illa encara estava coberta per bosc primari xeròfil. Des de dalt del Flagstaff homes de les dues nacions es van repartir per meitats la vall d'Orleans (més tard els holandesos van anomenar al seu veïnat Lower Princes's quarter) i, a canvi dels principis correctes els francesos havien obtinguts l'acord per utilitzar la gran salina de Philipsburg.'
Cap a l'est, la divisió de l'anomenat « étang aux Huîtres » (Oyster pond) no era inofensiu, perquè en el moment estava envoltat de manglar i s'ha considerat un refugi segur en cas d'huracà, un « trou à cyclone ».
Cap a l'oest des de la part superior del « mont des Accords » (ben anomenada) la visió ha establert la frontera seguint el relleu natural i després dibuixant una línia recta orientada cap a la platja de Burgeaux Bay (Maho)  oferint accés a la badia i al gran estany Simsonbaai. De fet, aquest traçat va ser posteriorment modificat, assignant part de les Terres Baixes als holandesos.

#### Faula pels turistes
Es manté una faula en la literatura turística de la zona holandesa:
| « | La frontera haurai estat determinada, entre francesos i holandesos, per una cursa al llarg de la costa al voltant de l'illa en direccions oposades a partir d'un mateix punt amb la fi de fixar el punt de retrobada (au mérite!) dels corredors. Per descomptat,abans de donar el « punch ! » els corredors havien begut les seves respectives begudes alcohòliques nacionals, la qual cosa hauria donat als francesos un avantatge sobre una distància més llarga. Algunes versions francòfobes expliquen que els francesos haurien fet trampa mentre feien drecera per les muntanyes. | » |

### Part marítima
Sota les lleis internacionals que regulen les zones marítimes, França i el Regne dels Països Baixos també tenen una frontera marítima comuna.
Els límits són establerts per una fracció mitjana a partir de la línia costanera de base pel que fa a les aigües territorials (22 km d'extensió) que el Zona econòmica exclusiva (ZEE) (extensió 370 km), de manera que entre la part holandesa de Sant Martí d'una banda, i les dues illes franceses en l'altre Sant Martí (per a l'espai marítim occidental), i Saint-Barthélemy per l'espai marítim est i sud.
Aquestes fronteres també formen part de les fronteres de la Unió Europea, perquè  Sint Maarten  costat holandès i 'Saint Barthélémy' 'costat francès no pertany (són territoris d'ultramar) en contra el territori francès de Saint-Martin (que és una regió ultraperifèrica de la UE).
Un tractat que estableix precisament aquesta frontera es va signar 23 de novembre de 2016. A partir del punt A, el límit és una línia geodèsica d'azimut 283.5 graus fins a arribar a la frontera amb el Regne Unit de la Gran Bretanya i Irlanda del Nord. A partir del punt J, el límit és una línia geodèsica d'azimut 112,9 graus fins a arribar a la frontera amb la Federació de Saint Kitts i Nevis.

### Pregunta sobre aquesta frontera en un dels qüestionaris de naturalització
Des de principis de 2012, els estrangers que desitgin adquirir la nacionalitat francesa han de poder "posseir un coneixement de la història, la cultura i la societat francesa que correspon al nivell esperat dels coneixements en la matèria, un estudiant final de primària "a través d'una selecció múltiple de quinze preguntes". Per això, es van provar quatre qüestionaris en un panell de 2.000 candidats per a la naturalització. En un d'aquests qüestionaris, es va preguntar: "Quin d'aquests països no té frontera amb França? "I va proposar tres respostes van ser: Bèlgica, els Països Baixos i Itàlia. O si en aquesta elecció, només Bèlgica i Itàlia tenen frontera amb la França metropolitana, els tres tenen frontera amb França, si es té en compte el Regne dels Països Baixos Regne i no com a país constituent. Manuel Valls, des del seu nomenament com a ministre de l'Interior després de l'elecció a la presidència de la República de François Hollande al maig de 2012 va eliminar aquesta prova de coneixements generals.